# Salernitano
Vous lisez un « bon article » labellisé en 2021.
Le Salernitano  est une race de chevaux de selle italiens, originaire de la région de Salerne en Campanie. Héritière d'une longue histoire, elle est élevée dès le XVIe siècle et prend de l'importance au siècle suivant, en se répandant largement parmi les militaires et les civils italiens. Ses origines sont marquées par le cheval oriental et le Napolitain. Son histoire accompagne celle du haras de Persano jusqu'à sa fermeture, qui conduit à croiser largement la race avec le Pur-sang, aboutissant à un demi-sang sportif. 
Le Salernitano est désormais un grand cheval de sport, souvent de robe bai-brun, adapté au saut d'obstacles et au concours complet. Populaire grâce à ses victoires aux Jeux olympiques durant les années 1950 et 1960, son élevage a fortement régressé après les années 1970, avec seulement 140 sujets recensés en 2019, au point qu'il est sérieusement menacé d'extinction. 

## Dénomination
La race a pris le nom de sa région d'origine, la province de Salerne, une région plate qui s'étend de Battipaglia à Eboli. Elle est connue sous les noms de « Salernitano » ou « Salernitana » (sur la base de données DAD-IS), Salerno (dans l'encyclopédie de l'université de l'Oklahoma et celle de McFarland), Salerne et Salernitain,,.

## Histoire
Le Salernitano est l'une des plus anciennes races de chevaux italiennes, puisque ses origines remontent au XVIe siècle, dans une région réputée pour son élevage de chevaux depuis l'époque romaine,. Elle prend une grande importance au XVIIe siècle, grâce à sa polyvalence tant sous la selle que pour la traction légère, ce qui la rend réputée dans les milieux militaires et civils.  
Durant la première moitié du XVIIIe siècle, Charles III, roi de Naples puis d'Espagne, fonde le haras de Persano, où s'effectue la fixation génétique du Salernitano,. L'influence du cheval oriental marque les origines de la race, puis des croisements interviennent avec le Napolitain. En particulier, les étalons Pluto, Conversano et Napoletano sont considérés comme les ancêtres fondateurs de la race.
Le Salernitano descend donc du cheval oriental et du Napolitain, qui naît à l'époque près de Sorrente et de Naples, et présente des origines ibériques marquées également par le Barbe. C'est un cheval très prisé pour ses allures relevées, et pour la longueur exceptionnelle de ses membres. La race est bien fixée à la fin des années 1700, et se confond alors avec le Persano. En 1740, de nombreux Salernitano sont exportés vers la Russie. Le haras de Persano poursuit son activité de 1764 à 1864.
Il est croisé avec des chevaux locaux des vallées de Salerno et d'Aufide, puis avec des chevaux arabes et des andalous, pour créer un cheval de selle original et de qualité. L'élevage est interrompu en 1874, entraînant un déclin de la race à la fin du XIXe siècle (concomitant à la fermeture du haras de Persano), puis il reprend au début du XXe siècle. Ce cheval est croisé avec le Pur-sang anglais et des juments Hunter à partir des années 1900 pour accroitre sa beauté et ses aptitudes sportives, ce qui aboutit à la création du Salernitano moderne,. Les Farina, grands propriétaires agraires de Baronissi, ont acheté la moitié de la plaine pour y implanter leurs fermes et élevages.
Ce nouveau cheval, plus grand que durant les siècles précédents, est longtemps utilisé par l'armée italienne,. Après la Première Guerre mondiale, son élevage est mis à mal, comme dans toute l'Italie. Cette crise pousse nombre d'éleveurs à abandonner leurs chevaux dans la nature, où ils redeviennent sauvages. Le centre d'élevage Santa Maria Capua Vetere reprend la sélection de la race durant l'entre-deux-guerres, aidé par la réouverture du haras de Persano. Deux étalons Pur-sang sont achetés, Rockbridge et My First, et croisés avec les juments du haras de Santa Maria, faisant émerger un type demi-sang, par ailleurs bon carrossier.
Après un grand engouement populaire grâce à ses victoires aux Jeux olympiques, l'intérêt pour cette race décline à partir des années 1970, menant à une sévère réduction d'effectifs,. Faute d'une sélection bien conduite, le Salernitano est surclassé en sports équestres par les chevaux allemands, français et belges.
La première analyse génétique du Salernitano est conduite en 2015, dans un contexte de menace d'extinction. Son matériel génétique est notamment comparé avec celui des autres races de chevaux italiennes.

## Description

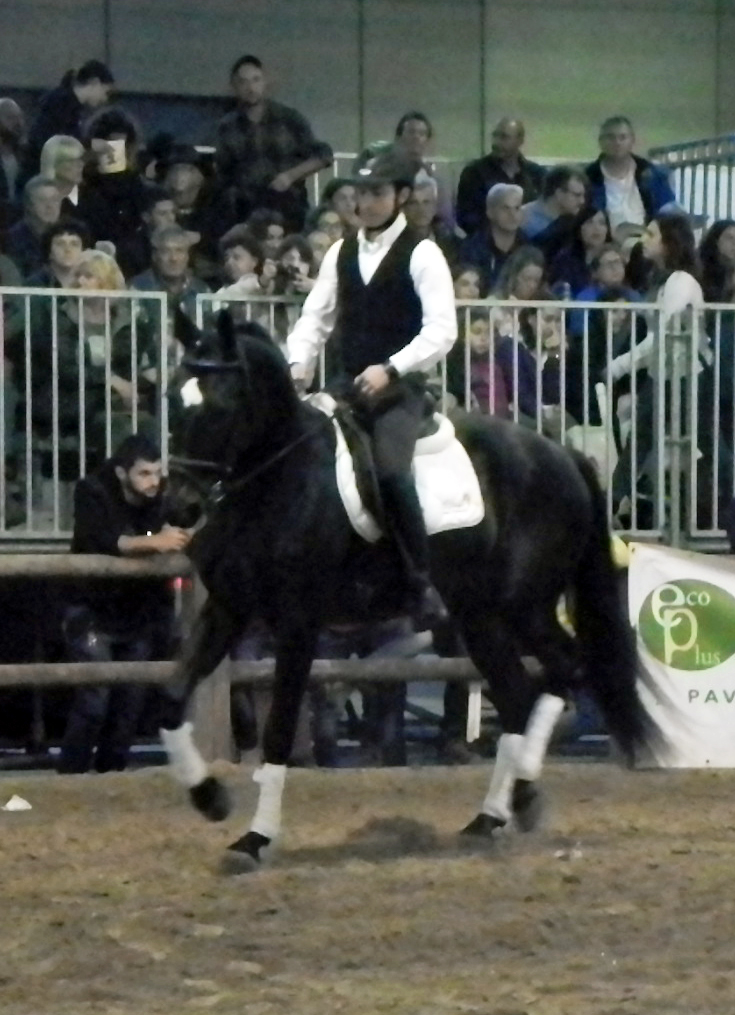
Salernitano monté à la Fieracavalli de 2014.

Le Salernitano est originellement apparenté au Lipizzan et au Kladruber, mais son apparence générale rappelle plutôt le Pur-sang, avec lequel il a été largement croisé. La race est en effet nettement influencée par des chevaux anglais.

### Taille et poids
La taille moyenne a augmenté au fil du temps, puisque l'auteur anglais Elwyn Hartley Edwards indique une taille moyenne de 1,60 m à l'âge adulte en 1992, l'autrice tchèque Helena Kholová une moyenne allant de 1,60 m à 1,65 m en 1997, tandis que Gianni Ravazzi indique (2010) 1,60 m à 1,70 m ; le Guide Delachaux (2016) cite une moyenne de 1,63 m à 1,73 m. Une hauteur minimale au garrot est exigée à l'âge de 42 mois : 1,58 m chez les mâles et 1,50 m chez les femelles.
Le poids va de 450 à 500 kg en moyenne.

### Morphologie
Le modèle général est méso-dolichomorphe. 

#### Tête
La tête, expressive et légère, de forme conique, rappelle celle du Pur-sang, avec de grands yeux, un profil rectiligne, et une partie inférieure légèrement convexe. Le front et les naseaux sont larges, les oreilles de taille moyenne et mobiles. La tête peut être un peu lourde. 

#### Avant-main, corps et arrière-main
L'encolure, de longueur moyenne, est robuste, musclée et bien attachée, dotée d'une base large et profonde.
La garrot est court et sorti,,, long selon Ravazzi. Le Salernitano a des épaules puissantes et inclinées, plutôt longues,. La ligne dorso-lombaire est longue et droite, avec un dos plutôt court et solide. La croupe est puissante et très musclée, large et légèrement inclinée. 
Les aplombs sont corrects,, avec des membres longs, robustes et musclés, aux articulations larges, et des membres postérieurs puissants.
Les sabots sont arrondis. 
La queue et la crinière sont fournis,,.

### Robe
Toutes les couleurs de robe sont autorisées, mais la robe typique est un bai-brun, le pelage étant noir avec des zones rousses. Le bai et l'alezan sont fréquents, le noir et le gris peuvent se rencontrer. Les marques blanches sur la tête et les membres (marques en tête et balzanes) sont fréquentes.

### Sélection et tempérament
La race est de tempérament réputé calme et docile.
Le Salernitano dispose désormais d'un registre généalogique (stud-book) propre, mais jusqu'en janvier 2015, son registre était confondu avec celui du Persano. Cette gestion commune de deux races génétiquement distinctes a accru la menace d'extinction pesant sur le Salernitano.
L'élevage du Salernitano est géré par l′Associazione Regionale Allevatori della Campania (en français « Association régionale des éleveurs de Campanie », A.R.A.C.). Du fait de sa sélection, le Salernitano est tolérant aux fortes chaleurs. Son tempérament vif le réserve plutôt à des cavaliers confirmés.
La menace d'extinction pesant sur cette race est aggravée par l'absence de stratégie concertée pour sa préservation.
La race est légèrement différente génétiquement des autres chevaux de selle italiens, et présente la plus grande proximité génétique avec le Siciliano. Sa diversité d'allèles est basse, probable conséquence de ses effectifs désormais très réduits. La race présente un haplotype unique parmi les chevaux de selle italiens, vraisemblablement hérité de ses ancêtres orientaux et napolitains.

## Utilisations

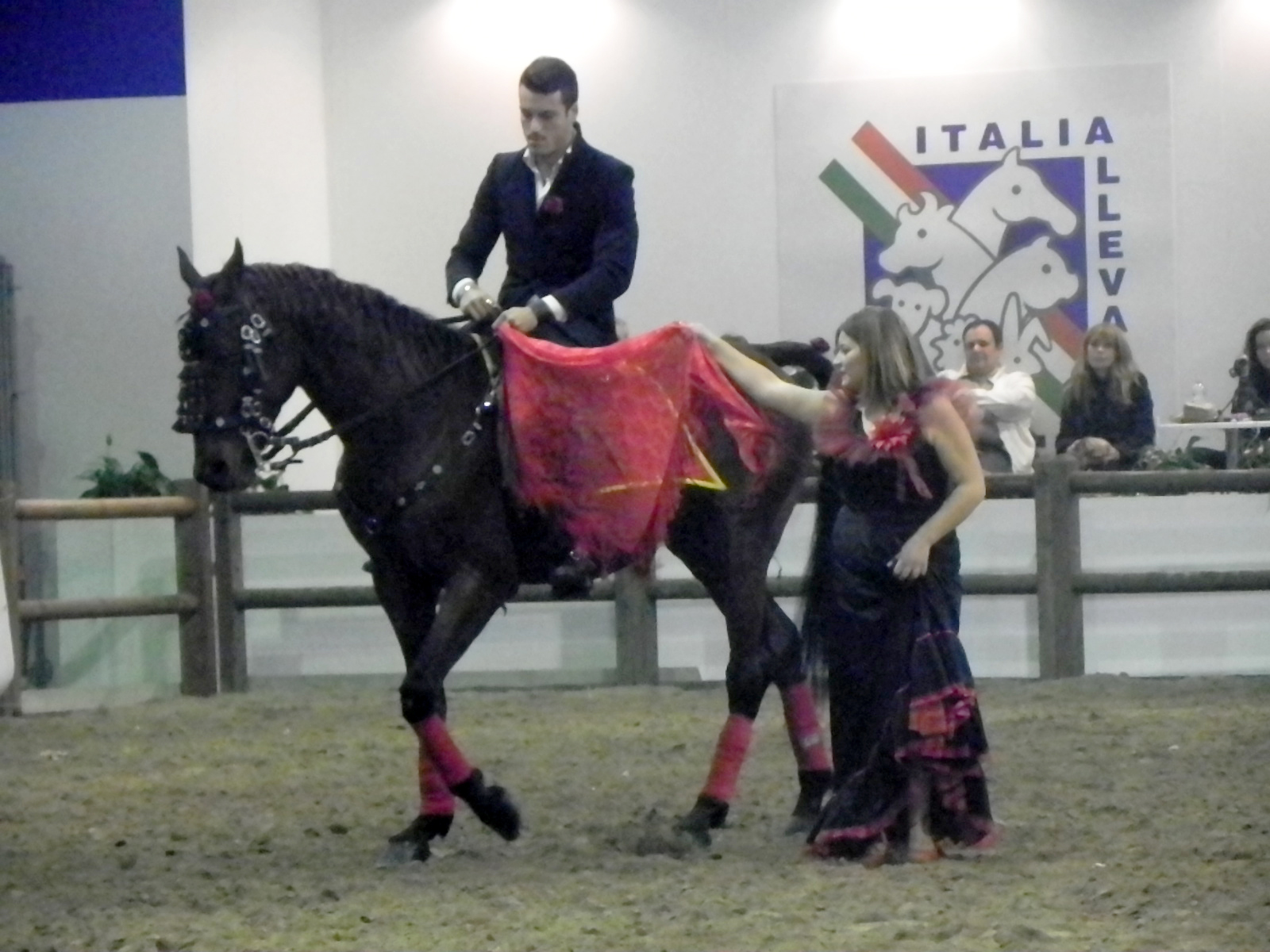
Salernitano pendant la Fieracavalli de 2014.

Le Salernitano a toujours été un excellent cheval de selle. Longuement employé dans l'armée, considéré comme la race amélioratrice par excellence dans sa région d'origine, il a influencé la race italienne voisine du Calabrais (et dans une moindre mesure celle du Maremmien), ainsi que plusieurs races de chevaux russes,. Il est utilisé pour les sports équestres, en particulier dans des disciplines du concours complet et du saut d'obstacles. Particulièrement adapté aux parcours d'obstacles, il est également monté en tourisme équestre, par la police montée, et utilisé en équithérapie.
La race est connue pour ses nombreuses victoires passées en compétition sportive,,. Les plus fameux Salernitano sont les chevaux Merano, Posillipo et Fiorello, montés par le cavalier de saut d'obstacles Raimondo D'Inzeo, respectivement, lors des Jeux olympiques de 1956, 1960 et 1972 et avec lesquels il remporte plusieurs titres olympiques et mondiaux,,. D'autres Salernitano célèbres portent les noms de Rubacuori et Oriente.

## Diffusion de l'élevage
DAD-IS classe le Salernitano parmi les races de chevaux locales et natives de l'Italie, l'ouvrage Equine Science (4e édition de 2012) classant, de même, le Salernitano parmi les races de chevaux de selle peu connues au niveau international. Son berceau d'élevage a toujours été situé dans les plaines du fleuve Sélé, la région de Salerne  en Campanie, comprenant Battipaglia, Eboli et Paestum.
Le haras de la famille Morese, fondé près du lieu du haras originel de Persano, est le haras le plus renommé d'Italie pour l'élevage de cette race. D'autres grandes familles italiennes sont connues pour avoir élevé le Salernitano : les Farina, Bellelli, Salati, Conforti, Moscati et Jemma.
Le Salernitano est devenu extrêmement rare, au point de constituer l'une des races de chevaux les plus rares de toute l'Italie. L'étude de l'université d'Uppsala, publiée en 2010 pour la FAO, le considère comme une race locale européenne en danger d'extinction. En 2015, l'étude de Criscione et collègue le décrit comme étant sérieusement menacé d'extinction, avec moins de 100 sujets restants. En 2019, DAD-IS recense 140 chevaux de race Salernitano dans tout ce pays.

## Impact culturel
Dans la région de Salerne, la race Salernitano est culturellement associée à son célèbre passé sportif ; plus largement, ces chevaux sont décrits comme anciens et prestigieux. L'auteur et journaliste Anglais Elwyn Hartley Edwards cite le Salernitano comme étant « le meilleur des chevaux de selle italiens ».

### Étude
- [Criscione et al. 2015] A. Criscione, V. Moltisanti, L. Chies et D. Marletta, « A genetic analysis of the Italian Salernitano horse », Animal, vol. 9, no 10,‎ 2015, p. 1610–1616 (ISSN 1751-7311, DOI 10.1017/s1751731115001019, lire en ligne, consulté le 23 janvier 2021)